# Synagogue de Metz
La synagogue consistoriale de Metz est un lieu de culte juif situé rue du rabbin Élie Bloch, dans le quartier du centre-ville de Metz. L’édifice est inscrit aux monuments historiques depuis le 6 décembre 1984.

## Contexte historique
L’inauguration de la synagogue consistoriale de Metz, le 30 août 1850, s’inscrit dans le cadre de la longue histoire des Juifs en Lorraine, éclairée par des hommes de foi aussi illustres que Rabbénou Guershom. En 1595, une communauté est constituée et une première synagogue est construite en 1609 (ou en 1619) à l’emplacement de la synagogue actuelle. Le 25 septembre 1657, le roi Louis XIV, 19 ans, accompagné de son frère cadet, le duc d’Anjou, est le premier souverain français à visiter une synagogue, et il choisit celle de Metz.
Une deuxième synagogue fut construite à côté en 1716 avec une école talmudique dirigée par de célèbres rabbins, parmi lesquels il faut citer Shaagas Aryeh, étudié dans toutes les écoles talmudiques de nos jours. En 1782, c’est le comte de Provence, futur Louis XVIII, qui se rend comme l’avait fait son bisaïeul, en la synagogue de Metz. Le rabbin Aryeh Leib Gunzberg (ou Lion Asser), l’éblouit par l’étendue de ses connaissances. À ceux qui s’étonnaient de l’éloge qu’il en faisait, le futur Louis XVIII répondit : « juif ou chrétien, que m’importe, j’honore la vertu partout où elle s’offre à moi ». En 1785, l’Académie des arts et sciences de Metz met au concours la question « Est-il un moyen de rendre les Juifs plus utiles et plus heureux en France ? » L’abbé Grégoire, curé d’Emberménil, fut l’un des lauréats.
La communauté messine choisissait ses rabbins dans le Saint-Empire ou en Pologne pour être certaine qu’elle serait dirigée avec impartialité. Un grand nombre de rabbins savants se succédèrent à sa tête, parmi lesquels Moïse Cohen Narol (1649-1659) et Jona Théomin Frankel (1660-1669), venus de Prague, Gerson Oulif (1670-1693), ou encore Gabriel Eskelis (1694-1703) venu de Cracovie.
En 1743, la communauté est obligée de remettre au Parlement une traduction du Code religieux appliqué par elle. En 1759, les magistrats royaux ôtèrent aux rabbins le droit de s’occuper des affaires civiles et celui de prononcer des excommunications.
Sous Charles X, en 1829, il est décidé d’établir une école rabbinique consistoriale à Metz, ce statut officialisant la yechiva qui existait depuis de nombreuses années. Elle est transférée à Paris en 1859. La place devant la synagogue porte le nom du poète Gustave Kahn, né à Metz.

## Construction et aménagements

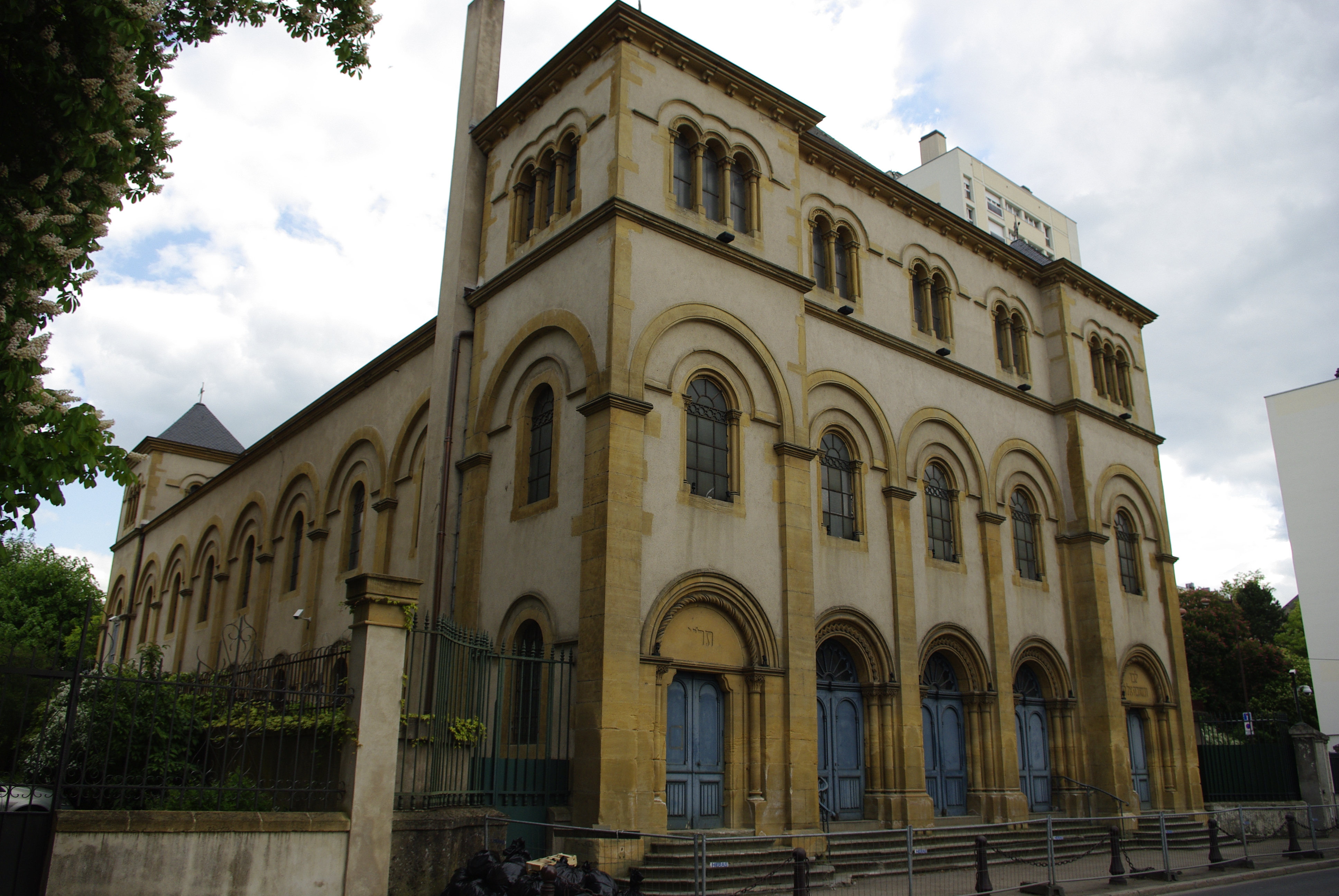
La façade nord-ouest, rue du Rabbin Élie Bloch.

Dès 1839, le Consistoire se prononce pour la construction d’une nouvelle synagogue. La population juive de Metz est alors estimée à 2 400 âmes en 1842. L’Annuaire de la Moselle de 1850-51 nous donne une description de la nouvelle synagogue : « Le temple a 40 mètres de longueur sur 20 mètres de largeur ; il est élevé du sol de six marches, et se compose d’une nef et de bas-côtés précédés d’un porche avec trois doubles portes servant d’entrée aux hommes. Au-dessus des bas-côtés, il y a deux rangs de galeries et trois au-dessus du porche, destinées aux femmes, avec deux entrées particulières sur la face. […] La façade principale offre cinq grandes arcades avec pilastres, mais peu saillants […] dans les trois arcades du milieu sont les portes d’entrée destinées aux hommes, dans les deux arcades des avant-corps sont les entrées particulières des femmes. […] Au-dessus des cinq portes cinq grandes croisées avec colonnettes ; puis une corniche intermédiaire, trois double-croisées entre les avant-corps et sur chacun de ces derniers une triple croisée. Les façades latérales sont du même style. »
La tribune où se tiennent les chantres est placée vers le milieu de la nef contrairement à d’autres synagogues de la même époque où, sous l’influence de la réforme allemande, elle est placée à l’avant des bancs des fidèles, élevée du sol de deux marches et entourée d’une grille en fonte ouvragée.
L’arche sainte est engagée dans le mur du fond élevée de trois marches, présente quatre colonnes supportant un cintre en renfoncement décoré de colonnes et d’une voûte magnifiquement sculptée, le tout terminé par un fronton décoré. Les portes de l’arche sainte sont recouvertes d’un parokhet de velours rouge brodé d’or, remarquable par son dessin et son exécution. Les portes de l’arche sainte, intérieurement et extérieurement, sont décorées de peinture rehaussée d’or. Une chaire à prêcher très bien sculptée est placée contre l’un des piliers de la nef.
L’Annuaire de la Moselle note encore que « l’intérieur est éclairé par 400 becs de gaz posés sur des candélabres et sur des lustres en cuivre byzantin ».
La synagogue est dotée en 1897 d'un orgue, rénové par Frédéric Haerpfer en 1934 et par Haerpfer-Erman en 1965.
Les archives départementales, les archives et la bibliothèque municipale conservent des documents importants ayant trait à l’histoire des juifs de Metz et de la région, notamment le mémorial (Memorbuch) où sont consignés les mérites des personnalités juives des XVIIe et XVIIIe siècles, le dossier du procès de Raphaël Lévy, brûlé vif, des documents relatifs au Grand Sanhédrin de 1807 et de nombreux autres documents.

## Affectations successives
Pendant l’Annexion de la Moselle, la synagogue de Metz fut dégradée, profanée, mais préservée, contrairement à celles de Thionville ou Strasbourg. Le grand rabbin Nathan Netter rouvrit les lieux fin 1944. L’édifice actuel est toujours utilisé comme lieu de culte. La synagogue de Metz est aussi un centre hébraïque réputé. 
Une campagne de restauration est lancée en 2023 pour deux ans avec le soutien de la Fondation du Patrimoine et le Progamme Patrimoine Juif lancé avec le soutien de la Fondation Edmond J. Safra.